# Szűcs András (matematikus)
Szűcs András (Budapest, 1950. augusztus 3. –) magyar matematikus, egyetemi tanár, a Magyar Tudományos Akadémia rendes tagja.

## Életútja
A fővárosi Fazekas Mihály Gimnáziumban érettségizett.
Kandidátusi fokozatát Moszkvában, Mihail Posztnyikov irányításával szerezte. A matematikai tudományok doktora (1999), 2007-ben a Magyar Tudományos Akadémia levelező, 2016-ban rendes tagjává választották. Az Eötvös Loránd Tudományegyetem analízis tanszékének egyetemi tanára.
Algebrai és differenciáltopológiával, a sokaságok globális elméletével foglalkozik. Sikeresen kapcsolta össze a globális szingularitáselméletet a Thom-féle kobordizmuselmélettel.